# A Day in the Life
A Day in the Life è la traccia conclusiva del disco Sgt. Pepper's Lonely Hearts Club Band dei Beatles (lato B). È stata scritta da John Lennon e Paul McCartney.
Considerato da alcuni critici una delle vette artistiche della band, il brano è stato inserito alla posizione numero 28 nella classifica delle 500 migliori canzoni di sempre redatta dalla rivista Rolling Stone.

## Descrizione

### Registrazione e composizione

Lennon nel 1967 all'epoca di Sgt. Pepper's. Per scrivere A Day in the Life prese ispirazione da un articolo del quotidiano Daily Mail

Le registrazioni iniziarono il 19 gennaio 1967 con il titolo In the Life of... Come nel caso di She's Leaving Home, anch'essa presente nell'LP Sgt. Pepper's Lonely Hearts Club Band e la cui storia fu tratta da un articolo di stampa, lo spunto per la composizione di A Day in the Life derivò a John Lennon dalla lettura del quotidiano Daily Mail.
Il testo si sviluppa giustapponendo quattro nuclei narrativi diversi. La prima e la quarta parte si riferiscono infatti a due notizie tratte dal Daily Mail del 17 gennaio 1967 e rielaborate da Lennon in chiave surreale e umoristica: il 18 dicembre 1966, Tara Browne, erede dei Guinness, figlio di un membro della Camera dei lord, nonché amico di John Lennon e Paul McCartney, perde la vita in un incidente d'auto; il secondo parlava delle circa quattromila buche nelle strade di Blackburn, nel Lancashire. Il nonsenso voluto fu creato unendo il verso: «Now they know how many holes it takes to...» e un trafiletto che parlava di un'importante esibizione alla Royal Albert Hall. La liaison fill fu suggerita a Lennon da Terry Doran, collaboratore del gruppo. Nella seconda parte è presente un riferimento indiretto al film Come ho vinto la guerra di Richard Lester (dove John recita una parte), satira antimilitarista tratta dal libro di Patrick Ryan. Poiché il film uscì solo verso ottobre, a più di tre mesi dalla pubblicazione di Sgt. Pepper, la battuta si capì solo più tardi.
McCartney ricorda che entrambi passarono molto tempo insieme per scrivere questo brano cercando di influenzarsi a vicenda. Secondo John, il contributo migliore del coautore fu la frase: «I'd love to turn you on»; ma di McCartney è anche la parte centrale (la terza). Si rifà a ricordi dell'adolescenza, quando si affrettava per andare a prendere l'autobus che lo portava a scuola e sul quale era solito fumare una sigaretta, immergendosi nei suoi pensieri. In piena era psichedelica, con i Beatles determinati sia da un punto di vista culturale che artistico a giocare sui doppi sensi, tutti quei riferimenti finirono per essere censurati dalla BBC per paura di riferimenti all'uso di sostanze stupefacenti.

### Orchestrazione

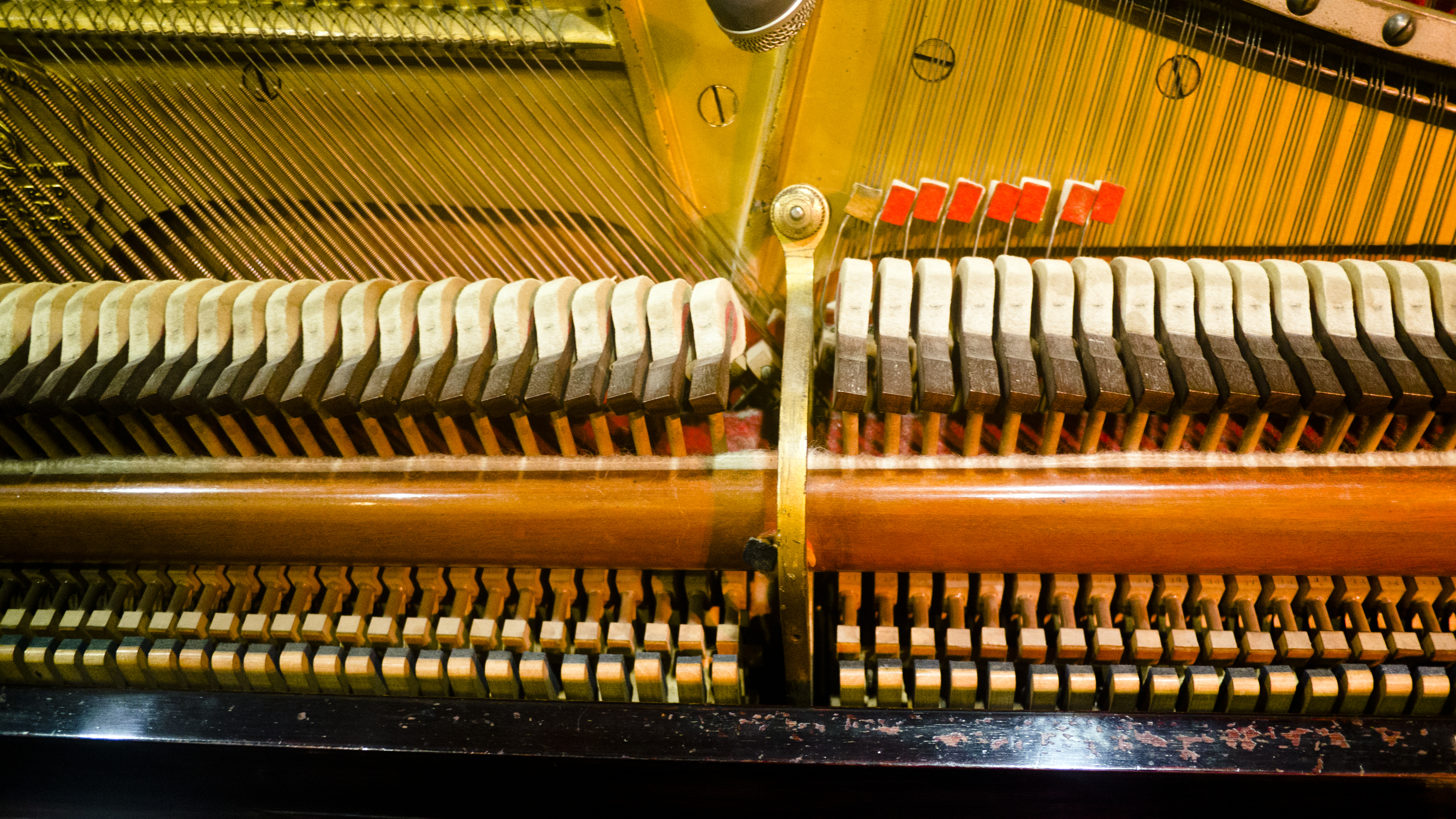
Uno dei tre pianoforti usati per l’accordo finale

L'idea dell'orchestra fu di McCartney, che chiese a George Martin un organico formato da novanta elementi per realizzare una traccia sonora innovativa, dato anche il fatto che sia a Lennon sia a McCartney sarebbe piaciuto inserire nella canzone il crescendo più potente che un'orchestra potesse suonare. Rivelatasi assai dispendiosa per il produttore tale richiesta fu accantonata con la controproposta di ridurre l'orchestra a quaranta elementi.
Ai componenti della stessa orchestra e a tutti gli astanti in studio (tra i quali erano presenti anche Mick Jagger e Keith Richards dei Rolling Stones), Lennon, per la realizzazione del videoclip, fece indossare nasoni di cartapesta completi di baffi e occhiali. La traccia sonora consisteva nel realizzare un vortice da inserire nella canzone come intermezzo e come coda. In pratica fu chiesto all'orchestra di suonare, crescendo man mano in intensità e volume, la nota più bassa di ogni strumento fino a raggiungere quella più alta, possibilmente una nota dell'accordo di Mi maggiore, creando così il famoso vortice di archi, ottoni e fiati di imponente impatto emotivo. Dopo il vortice di coda i Beatles decisero di concludere con un accordo al pianoforte, protratto fino alla dissolvenza totale del suono. Per ottenere tale effetto, lo stesso accordo venne suonato contemporaneamente da Lennon, McCartney, Ringo Starr, George Martin e Mal Evans su tre pianoforti a coda, e il volume di registrazione venne man mano alzato per raccogliere ogni minimo suono, oltre che inevitabilmente alcuni rumori di fondo fra i quali il cigolio di una scarpa di Ringo e il fruscio dei condizionatori d'aria. L'inadeguatezza delle tecniche di registrazione del tempo venne notata quando il nastro fu trasferito su CD e a quel punto si notò che la registrazione terminava mentre si sente ancora l'accordo.

### Sgt. Pepper Inner Groove
Il frammento finale, battezzato Sgt. Pepper Inner Groove, traccia fantasma dell'album, venne inciso nel solco di fine facciata che la puntina quindi percorre a ripetizione finché non viene sollevata; ovviamente questo solco è di norma vuoto. L'idea era quella di riempire tutti gli spazi possibili anche con una gamma di suoni diversi dal normale. Fu una cosa fatta per puro divertimento, sullo stile di Pet Sounds dei Beach Boys. Nell'edizione su compact disc, che al contrario del 33 giri si ferma automaticamente al termine della riproduzione, la traccia viene ripetuta alcune volte per simulare l'effetto originale.
Riguardo alla sua registrazione ci sono informazioni discordanti: Paul McCartney ha affermato che c'erano molti nastri contenenti improvvisazioni dei Beatles e fu scelto un pezzetto che piaceva particolarmente ai quattro, mentre George Martin ha dichiarato che il gruppo scese nella sala di registrazione e iniziò a gridare frasi molto casuali, registrando mezzo minuto di questa sorta di jam vocale dal quale venne estratto il frammento che chiude Sgt. Pepper. Su questo loop, si sente un fischio di 20.000 hertz, udibile dai cani e dai gatti ma non dall'uomo, aggiunta commentata da McCartney come un regalo a "Martha, Fluffy e Rover". Con il nome di Sgt. Pepper Inner Groove, è la traccia di chiusura della versione americana dell'album Rarities (1978).

### Censura BBC
La canzone creò svariate polemiche per i presunti riferimenti all'uso di droga presenti nel testo. La BBC annunciò che avrebbe bandito il brano dalle sue programmazioni. Il verso principalmente incriminato di A Day in the Life fu la frase: «I'd love to turn you on» ("Vorrei farti andare su di giri"), che, secondo la dirigenza della BBC, istigava al consumo di droga. Altre parti del testo messe sotto accusa furono il passaggio cantato da McCartney: «Found my way upstairs and had a smoke / somebody spoke and I went into a dream» ("Me ne andai su per una fumata / qualcuno parlava e sprofondai in un sogno"). Un portavoce della BBC affermò: "Abbiamo attentamente e ripetutamente ascoltato la canzone molte volte. E siamo giunti alla conclusione che sembra essersi spinta un po' troppo in là, e potrebbe incoraggiare un atteggiamento lassista connesso all'assunzione di droga".
All'epoca Lennon e McCartney negarono che ci fossero consapevoli riferimenti alle droghe nella canzone e si dimostrarono pubblicamente amareggiati per la messa al bando della canzone da parte della BBC. Lennon disse che il brano parlava semplicemente di "un incidente e della vittima", e definì la frase in questione "la più innocente delle frasi". Successivamente McCartney ammise che i riferimenti velati all'uso di sostanze stupefacenti erano stati consapevolmente inseriti da lui e Lennon come pura provocazione. Inoltre, George Martin commentò a posteriori di aver sempre sospettato che la frase "found my way upstairs and had a smoke" fosse un riferimento all'uso di droghe, ricordando di come molto spesso i Beatles si allontanassero dallo studio per farsi una canna, fumando abbondanti quantità di marijuana, anche se mai in sua presenza.
Quando Sgt. Pepper's Lonely Hearts Club Band venne pubblicato nel Sud-est asiatico, in Malaysia e a Hong Kong, A Day in the Life, With a Little Help from My Friends e Lucy in the Sky with Diamonds furono omesse dalla scaletta dei brani per i presunti riferimenti alle droghe.

## Accoglienza ed influenza artistica
Fin dalla sua prima pubblicazione A Day in the Life divenne uno dei brani più influenti e celebrati dei Beatles. Paul Grushkin nel suo libro Rockin' Down the Highway: The Cars and People That Made Rock Roll, definisce la canzone "una delle più ambiziose, influenti, e sconcertanti opere nella storia della musica pop". Nel saggio From Craft to Art: Formal Structure in the Music of The Beatles, il brano viene descritto come "una delle composizioni più importanti nella storia della musica rock". Richard Goldstein del New York Times definì A Day in the Life "un evento pop storico" ed "una delle composizioni più artisticamente rilevanti della coppia Lennon-McCartney". Ian Mac Donald definisce il brano dei Beatles «un'opera che resta fra le riflessioni artistiche più penetranti e innovative della sua epoca».
La canzone è stata inserita in numerose classifiche di merito. A Day in the Life è alla terza posizione nella classifica delle canzoni più acclamate di tutti i tempi del sito Acclaimed Music. Si trova al 12º posto nella classifica "50 Tracks" della Canadian Broadcasting Corporation. È prima nella classifica delle migliori 50 canzoni inglesi di tutti i tempi redatta dalla rivista Q, e prima anche nella lista "101 Greatest Beatles' Songs" della rivista Mojo, per decisione di musicisti e giornalisti vari. A Day in the Life ricevette anche una nomination ai Grammy Award del 1967 per la categoria Best Arrangement Accompanying Vocalist Or Instrumentalist. Nel 2004, Rolling Stone classificò A Day in the Life alla posizione numero 28 nella sua lista delle "500 migliori canzoni di sempre", e nel 2010, la stessa rivista la decretò la miglior canzone dei Beatles. Inoltre, il brano è quinto nella classifica "The 200 Greatest Songs of the 1960s" di Pitchfork.
Nell'aprile 1967, McCartney suonò un nastro della canzone a Brian Wilson dei Beach Boys, mentre si trovava in sua compagnia a Los Angeles. Il brano impressionò fortemente Wilson, che all'epoca soffriva di gravi problemi emotivi. Subito dopo, Wilson abbandonò la lavorazione dell'album dei Beach Boys SMiLE, che non avrebbe più completato fino al 2003. Van Dyke Parks, collaboratore dell'epoca di Wilson, in seguito disse: «Brian ebbe un esaurimento nervoso. Quello che gli spezzò il cuore fu Sgt. Pepper».

## Formazione
The Beatles
- John Lennon – voce, cori, chitarra acustica, piano (accordo finale)
- Paul McCartney – voce, pianoforte, basso, piano (completo)
- George Harrison – maracas
- Ringo Starr – batteria, percussioni, conga, piano (accordo finale)

Altri musicisti
- George Martin – arrangiamento orchestrale, armonium (accordo finale), produttore
- Mal Evans – piano (accordo finale), orologio sveglia, conteggio
- John Marston – arpa
- Erich Gruenberg, Granville Jones, Bill Monro, Jurgen Hess, Hans Geiger, D. Bradley, Lionel Bentley, David McCallum, Donald Weekes, Henry Datyner, Sidney Sax, Ernest Scott – violino
- John Underwood, Gwynne Edwards, Bernard Davis, John Meek – viola
- Francisco Gabarro, Dennis Vigay, Alan Delziel, Alex Nifosi – violoncello
- Cyril Mac Arther, Gordon Pearce – contrabbasso
- Roger Lord – oboe
- Basil Tschaikov, Jack Brymer – clarinetto
- N. Fawcett, Alfred Waters – fagotto
- Clifford Seville, David Sandeman – flauto
- Alan Civil, Neil Sanders – corno francese
- David Mason, Monty Montgomery, Harold Jackson – tromba
- Raymond Brown, Raymond Premru, T. Moore – trombone
- Michael Barnes – tuba
- Tristan Fry – timpani[38]

## Cover
La canzone è stata reinterpretata da moltissimi artisti, tra i tanti ricordiamo Sting, Bobby Darin, José Feliciano, Wes Montgomery, The Fall, Phish, Neil Young dal vivo nel 2009, Eric Burdon & War, Tori Amos, Bee Gees, Robyn Hitchcock, Chris Cornell, e Jeff Beck sull'album del 2008 Performing This Week: Live at Ronnie Scott's Jazz Club in una versione che venne anche utilizzata nel film Across the Universe e vinse il Grammy Award 2010 per la Best Rock Instrumental Performance. Il finale del brano è stato ripreso da Elio e le Storie Tese per il loro singolo Storia di un bellimbusto del 2009.